# Agnetha Fältskog vol. 2
Agnetha Fältskog Vol. 2 è il secondo album della cantante degli ABBA Agnetha Fältskog, registrato e pubblicato nel 1969. L'album contiene due brani composti dalla cantante stessa.
Il brano di maggiore successo fu Zigenarvän, ma il testo, che parla di una giovane ragazza che partecipa ad un matrimonio tra zingari e che si innamora del fratello della sposa divenne motivo di controversie. Il lancio di questo brano coincise peraltro con un acceso dibattito sugli zingari nei media svedesi, e Agnetha Fältskog fu accusata di voler ricavare del denaro dalla situazione creatasi scrivendo questa canzone.
Altre tracce del disco che entrarono nella Svensktoppen furono Framför svenska sommaren, En gång fanns bara vi två e Hjärtats Kronprins.
Gran parte delle canzoni contenute nell'album furono scritte dal compagno di allora della cantante, il produttore tedesco Dieter Zimmermann, che cercò di lanciare la sua carriera nei paesi di lingua tedesca come Germania Occidentale, Austria e Svizzera. Agnetha Fältskog pubblicò in tutto otto singoli in tedesco tra il 1969 e il 1972, ma non ebbe molto successo. Tra le tracce di questo album inizialmente registrate in tedesco compaiono Señor Gonzales e Som en vind kom du till mej (Wie Der Wind nella versione tedesca), e Det handlar om kärlek (Concerto d'amore nella versione tedesca, avente però il titolo in italiano).

## Tracce
Lato A
1. Fram för svenska sommaren (Prima dell'estate svedese) – 2:26 (testo: Karl Gerhard Lundkvist – musica: Jack E Lit, Lou Herscher, Ruth Grahm)
2. Lek med dina dockor (Gioca con le tue bambole) – 2:15 (testo: Agnetha Fältskog – musica: Dieter Zimmermann)
3. Ge dej till tåls (Sii paziente) – 2:25 (testo: Bo Göran Edling – musica: Alan Hawkshaw, Ray Cameron)
4. Skål kära vän (Saluti, caro amico) – 2:05 (testo: A. Fältskog – musica: D. Zimmermann)
5. Glöm honom (Dimenticalo) – 2:15 (A. Fältskog)
6. En gång fanns bara vi två (Una volta c'eravamo solo noi due) – 2:41 (K. G. Lundkvist)

Lato B
1. Hjärtats kronprins (Il principe ereditario del cuore) – 2:34 (testo: Stig Anderson – musica: Heinz Meyer, Fred Weyrich)
2. Det handlar om kärlek (Si tratta di amore) – 2:26 (testo: Bengt Haslum – musica: Hans Blum)
3. Som en vind kom du till mig (Come un vento sei venuto da me) – 3:24 (testo: A. Fältskog – musica: D. Zimmermann)
4. Señor Gonzales – 2:28 (testo: Bengt Olov Sundström – musica: D. Zimmermann)
5. Zigenarvän (Amico zingaro) – 2:56 (testo: B. Haslum – musica: A. Fältskog)
6. Tag min hand låt oss bli vänner (Prendi la mia mano, lascia che diventiamo amici) – 2:14 (A. Fältskog)

Bonus tracks nell'edizione Royal records
1. Nu ska vi opp, opp, opp (Ora andiamo su, su, su) – 1:59 (testo: Gösta Stevens – musica: Jules Sylvain)
2. Medley (feat. Björn Ulvaeus) (Värkänslor (Ja, de' ä' våren), Det kommer en vår, Nu ska vi vara snälla) – 1:44 (testo: Sten Hage, Jokern, Karl Gerhard – musica: J. Sylvain)
3. En stilla flirt (Un flirt tranquillo) – 2:26 (testo: G. Stevens – musica: J. Sylvain)

Sono brani tratti dal tributo televisivo di Jules Sylvain nel 1969, intitolato Räkna de lyckliga stunderna blott (Conta solo i momenti felici).